# جيمس كوليت
جيمس كوليت (بالبوكمول: James Collett) هو شخصية أعمال نرويجي، ولد في 18 أغسطس 1655، وتوفي في 29 مايو 1727.